# 阿单氏
阿单，历史上代北地区姓氏，后来改姓阿。“代北”泛指汉朝、晋朝时期和唐朝以后的代州以北的地区，大致在今天河北省蔚县以西，山西外长城以南，原平、五台山东北一带地区。